# 戴德生
戴德生（1832年5月21日—1905年6月3日），原名詹姆斯·哈德森·泰勒（英語：James Hudson Taylor），英國基督新教公理宗來華傳教士，中國內地會（今日的「海外基督使團」）創辦人。戴德生在華51年。他創立的差會（傳道會）差派了超過800名傳教士及建立了125間學校，並在中國帶領一萬八千人歸信基督教，在十八省成立了三百多所由五百多位本地助理參與的傳教站（stations of work）。
戴德生以他對中國文化的敏銳，對傳教的熱忱而聞名。他也在只有很少的傳教士穿唐裝的時代已穿起中國服裝。在他領導下，內地會成為一個突出的非宗派差會，從所有基督教團體和勞工階層、單身女性、不同國籍的個人吸納成員。由於內地會的反鴉片貿易運動，戴德生被西方視為19世紀以來最矚目的來華歐洲人。歷史學者褟嘉路得（Ruth Tucker）總結其一生：
|  | 自使徒保羅以後，能夠心懷『廣大異象，而按部就班』，將福音昔傳如此廣袤疆域的人，十九世紀來，首推戴德生為第一人。 |

## 生平

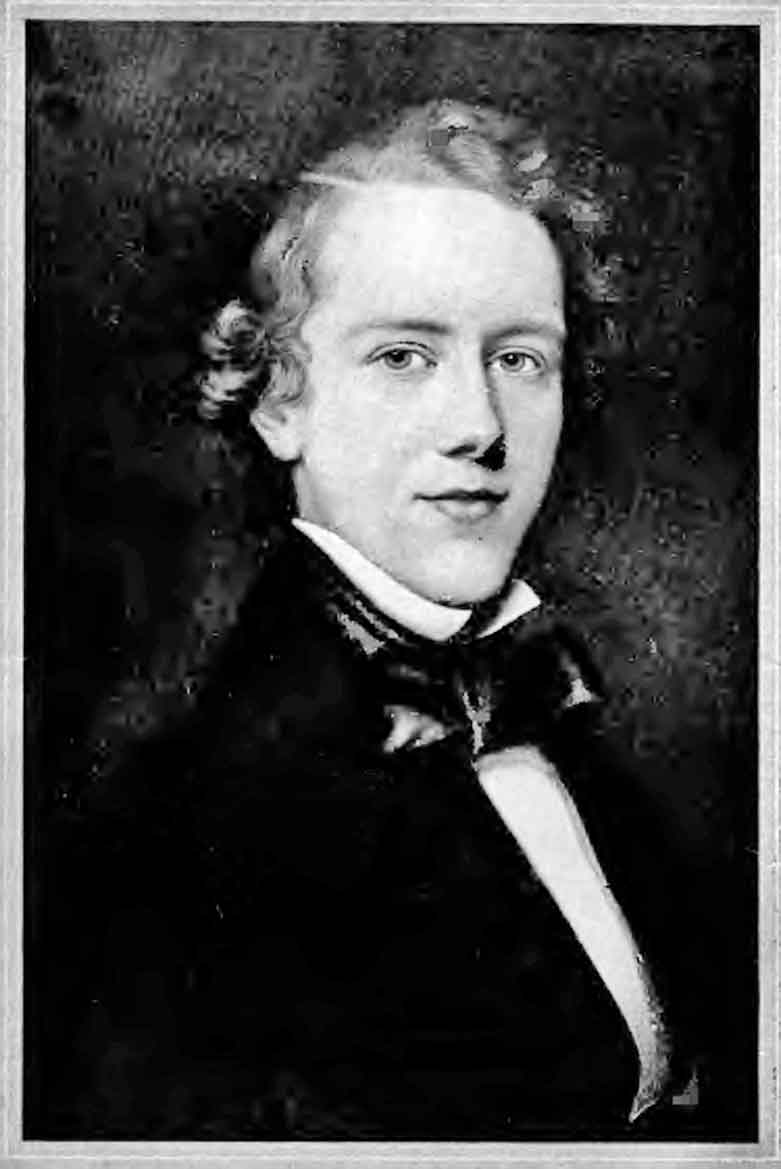
21歲的詹姆斯·哈德森·泰勒

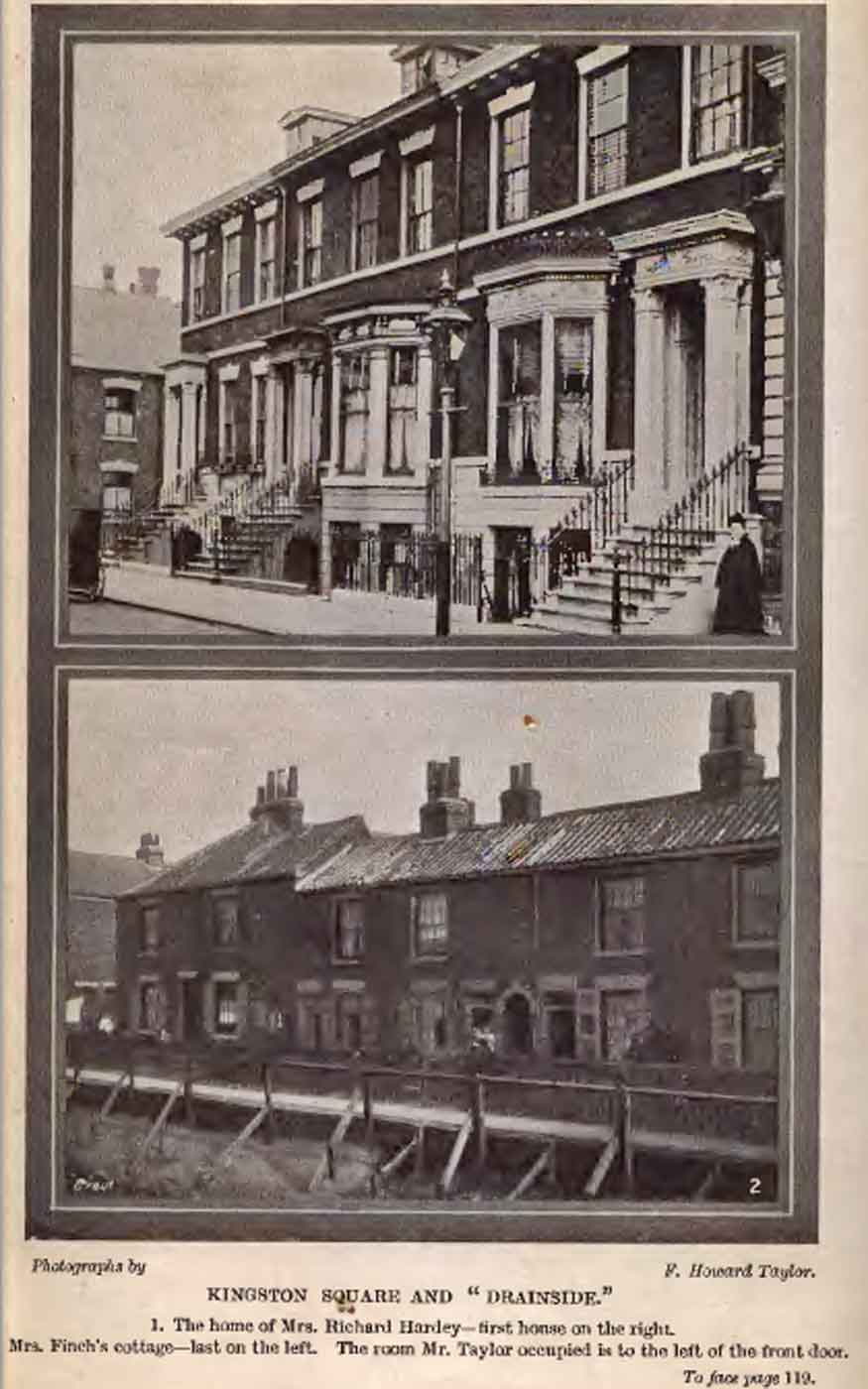
戴德生於赫迪醫生位於赫爾的家中工作（圖上）
位污水邊（Drainside）旁的住處（圖下）

### 少年時代
戴德生出生於英國約克郡巴恩斯利，父親戴雅各 (James Taylor)是藥劑師，一個衛理宗的平信徒宣教師（lay preacher），母親是賀美亞（Amelia Hudson）。戴德生年少時離棄了父母的基督教信仰，1849年他17歲時讀到一本傳教小冊後，決心歸信基督信仰，同年12月決定獻身為傳教士去中國傳教。此時他與愛德華·克倫寧醫生（Edward Cronin，首批往巴格達傳教的普利茅斯弟兄會傳教士之一）接觸。一般相信戴氏的「信心傳教原則」（faith mission principles，簡稱「信心原則」）是他跟弟兄會接觸時學會的。戴氏又商借並勤快地研讀了麥都思的《中國：她的現狀與展望》（China: Its State and Prospects），並同時開始學習中文、希臘文、希伯來文和拉丁文。
1851年，他搬到赫爾一個貧民區居住，擔任威廉·赫迪醫生（William Hardey）的醫療助理。這也是他對以後的信心生活、事奉生涯的準備與操練：獻身貧窮，相信上帝會供應一切所需。他從中熟習了在貧窮人中派發福音小冊和露天講道。他也再次與弟兄會接觸，這次是在赫爾有著名的弟兄會教師安得烈·猶克（Andrew Jukes）。
1852年，戴德生開始在倫敦白教堂的皇家倫敦醫院學醫，以備到中國工作。當時英國興起一股中國熱。此熱潮一源於英國人誤以為太平天國是一場將中國基督教化的大型運動，二基於傳教士郭實臘所誇大的中國開放論。戴德生也因此投身於郭氏所創立的中國傳教會，成為該會首名傳教士。

### 首次來華

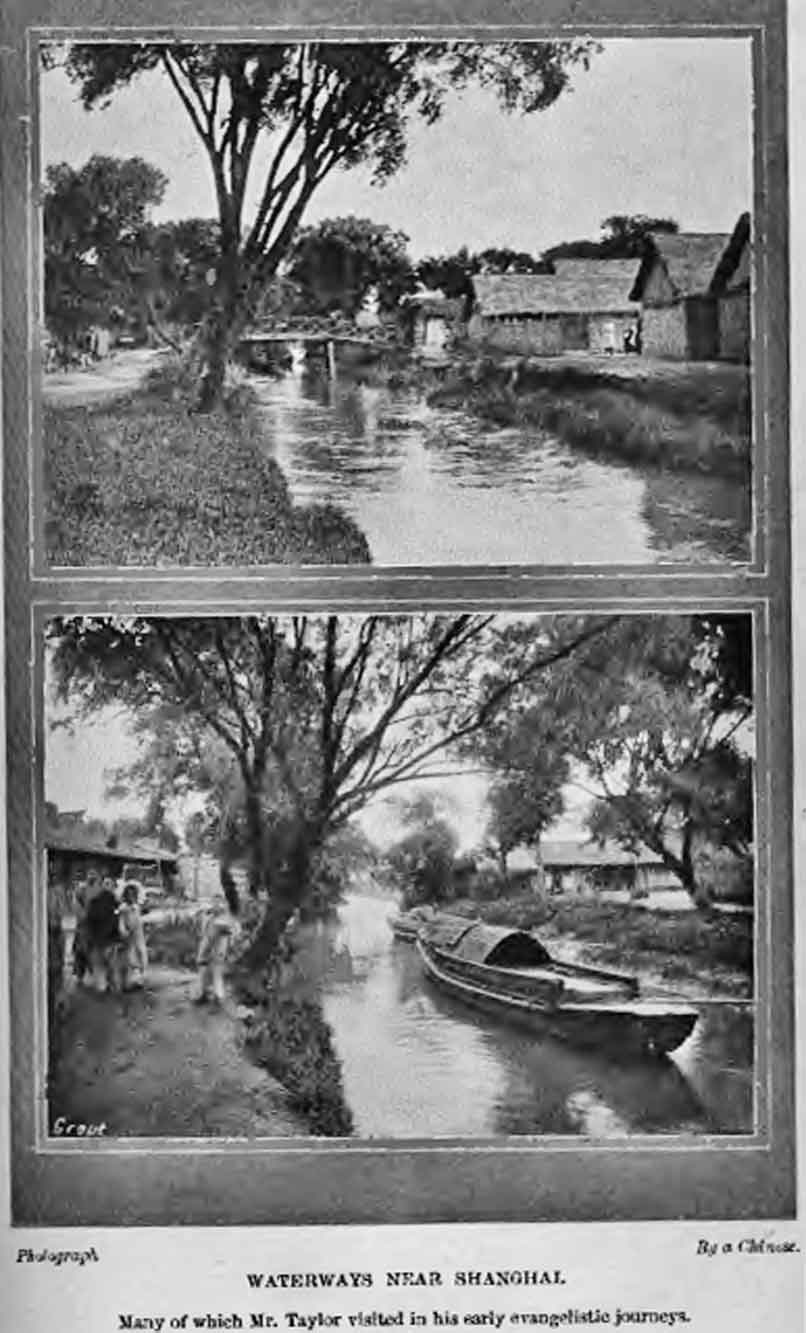
戴德生乘艇沿運河、水道向華人佈道派《聖經》。

1853年9月19日，21歲的戴德生受中國傳教會派遣，搭船前往中國。1854年3月1日 (咸豐四年一月二十二日)，在上海登陸，先在上海附近宣教，此時正是太平天國和清軍在上海的作戰，槍彈在他的頭頂上呼嘯飛過，他雖然有受苦的準備，卻不曾想到要經歷戰爭的危險，他夾在中間，親眼見到人罪心的愚昧，和戰爭的殘酷。
戴德生學中國話，但很快發現自己所用的傳教方式很有限，很多人不專心聽他講道，對他發的福音書籍和小冊子也沒有興趣。他在街上穿著西裝講道的時候，人家就一直注意看他的服裝。戴德生決定改穿中國衣服，並蓄起辮子，吃中國飯，表明尊重中國文化，與當地人認同，以減少種族的分別，消除衝突。當他把這新觀念付諸實踐的時候，在外國人的圈子裏，引起了相當的衝激。
1855年(咸豐五年)，戴德生在上海遇到了蘇格蘭人賓惠霖（William Chalmers Burns,1815-1868）。賓惠霖是是英國有名的佈道家，是英國長老會第一位來華的宣教士，他比戴德生大13歲，當時已經到中國七八年，是識途老馬。戴德生把賓惠霖當作屬靈的父親，二人十分投契。有一次，聽到一位基督徒船長鮑爾斯（Captian Bowers）談到廣東汕頭對福音的需要，二人同有感動，鮑爾斯給了他們免費船位。二人到達汕頭後，合租了一間簡陋的小屋，一同出外傳福音。後來，那裏的地方官患病，久治不癒；聽到戴德生能用西藥醫病，請他來試，果然不久痊愈了。為了感恩，給他們幫助，工作和居住環境大有改善。二人認為配搭由賓惠霖傳道，戴德生醫病，是傳播福音的好方法。於是，由戴德生回上海取回寄存的醫藥及器材，可是，戴德生回上海後發現他存的器材大部分被火焚燒；剩下的被一名中國佣人偷走。不久，收到賓惠霖的來信，兩名中國基督徒同工，因傳福音被進監獄；賓為霖則被廣州英國領事看管，警告不得任意傳福音。
1857年3月(咸豐七年二月)，戴德生接受乔治·慕勒的赞助和建议，前往浙江寧波，擔任帕克醫生（Dr William Parker）的助手，并建立“宁波差会”。在湖桥头（柳汀街）传教。湖桥头教堂后名怀德堂，原址在今月湖公园内，陆殿桥东。
在寧波，有個英國的艾迪绥（Mary Ann Aldersey）女士，開設第一所在中國的基督新教女子學校；台約爾牧師夫婦的遺孤戴宝丽娜（Burella Hunter Dyer, 1835年5月31日-1858年8月）和戴马利亚（Maria Jane Dyer, 1837年1月16日-1870年7月23日）姊妹二人在1853年(咸豐三年)来到中国宁波，幫助艾迪绥办学。1858年1月20日(咸豐七年十二月六日)，戴德生在宁波与21歲的戴马利亚结婚。
1858年8月(咸豐八年七月)，帕克醫生的妻子突然患霍亂去世。傷心的帕克決定帶孩子們回英國，交給他們的祖父母撫養。於是，戴德生接手醫院和藥房的工作。

### 中國內地會

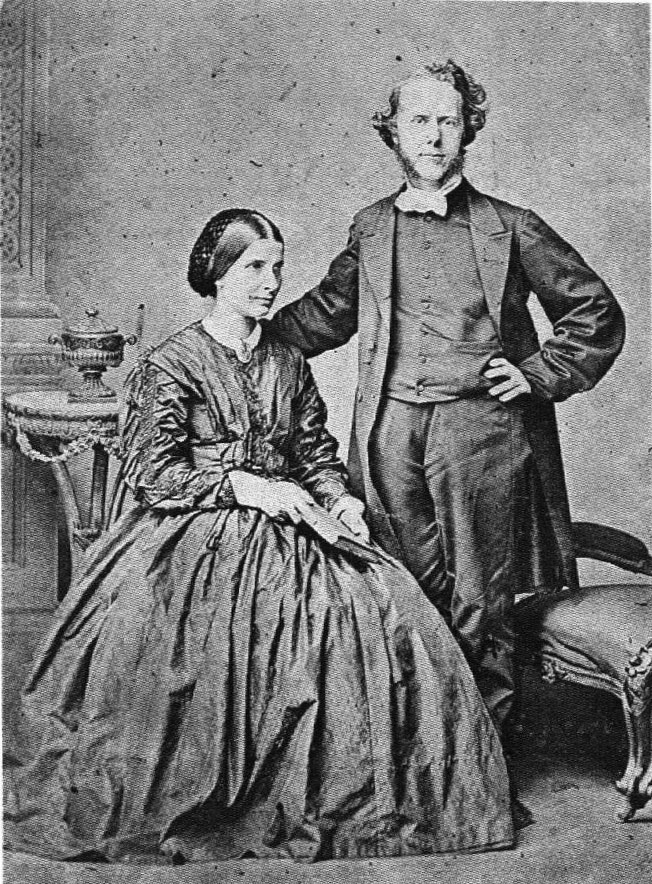
戴德生與瑪麗亞攝於1865年

1860年7月18日(咸豐十年六月一日)，他从上海启程回英國，一方面是休息，因為他身體累垮了，另外，他希望充實醫學的訓練，學到像是有畢業證書的水准的程度。這段時間可以說是戴德生的曠野時期，他經常禱告，到處傳遞對中國宣教的負擔，並深刻的思考在中國宣教的策略和方向。
1865年6月下旬，戴德生在英格兰南部的布莱顿海滨度假。6月25日，戴德生在海滩上散步，再次想到中国那亿万需要拯救的灵魂，忧心如焚，得到神的安慰与启示，于是他求神为他预备24位传教士，与他共赴中国。从布莱顿回伦敦后，以中國內地會（China Inland Mission）的名義將十英磅的小額款項存入銀行，標誌著中國內地會的成立。1865年10月25日，戴德生出版了一本小冊子：《中國屬靈需要的呼聲》，指出中國每天有三萬三千人死亡，每年有一百萬人死亡，他們滅亡是因為沒有基督救恩。中國雖然簽訂了北京條約，傳教士可以自由到內地傳教，但大部份的西方宣教士仍然集中在中國沿海的五个通商口岸，中國內地11個省份未有宣教士踏足，所以，中國內地會原則是呼召願意到中國內地的宣教士，他們最初的目標是希望中國每一個省份都至少有一對宣教士駐點。
1865年9月，戴德生参加苏格兰基督徒灵修大会，引用箴言24:11-12:“人被拉到死地，你要解救；人将被杀，你须拦阻”，向会众分享信息。10月，又在密尔美灵修大会（Mildmay Conference）上分发他的小冊子《中國屬靈需要的呼聲》，影响颇大。1865年10月，戴德生差派差曹雅直(George Stott)与范约翰范明德夫妇(John & Ann Stevenson)前往浙江宁波，与此前已在那里的宓道生夫妇（James & Martha Meadows，1862年，次年宓师母病故）、乐曼小姐（Jean Notman，1864年）、白克敌（白保罗，Stephan Paul Barchet）、江郎笔（甘比治，George Crombie）、施金娜（Anne Skinner）等5位男女宣教士会合，至此中国内地会已有8位传教先驱先行进入中国。
1866年，戴德生選取了倪来义夫妇（Lewis & Eliza Nicol）、童跟福（George Duncan）、路惠理（William David Rudland）、蔡文才（Josiah Alexander Jackson）、衛養生（James Williamson）、史洪道（John Robert Sell）、巴愛梅（Emily Blatchley）、福珍妮（Jennie Faulding）、包瑪莉（Mary Bowyer）、包玛丽（Mary Elizabeth Bausum）、班苏珊（Susan Barnes）、贝玛丽（Mary Bell）、夏安心（Louise Desgraz）、麦克莲（Jane McLean）、劳莉莎（Elisabeth Rose）等16名應征的男女宣教士，5月26日，戴德生夫婦帶著四個孩子，率同這16名宣教士，乘蘭茂爾(Lammermuir)號帆船離開英國，称为兰茂密尔团队（Lammermuir Party）。1866年10月 (同治五年九月) ，第一批內地會傳教士到達中國，他們選定的第一個傳教站是浙江省會杭州，以此為基地，迅速擴展到浙江許多城市，特別是南部的溫州。內地會在中國建立的第一所教堂——崇一堂位於杭州清泰街新巷，近年易地復建，是目前中國規模最大的禮拜堂。
內地會後來成為「信心差會」跟世界內地宣教的榜樣，西方宣教史以他作為分界線，可以看到戴德生在宣教運動上的重要性跟地位。內地會的「信心原則」（Faith Principle），就是憑著信心按照神的呼召去做要做的工作。經費上有困難的時候，他們不公開向人募款，而讓神感動人來幫助他們的需要。
1868年8月 (同治七年七月)，戴德生抵達長江和京杭大運河交匯處的戰略城市江蘇揚州，計劃以此為基地，將福音擴展到華中和華北。8月22日，揚州皮市街的內地會傳教站受到上萬名暴徒的攻擊、搶劫、放火，戴德生懷孕的妻子瑪莉亞也在跳樓逃生時負傷。這就是著名的揚州教案。

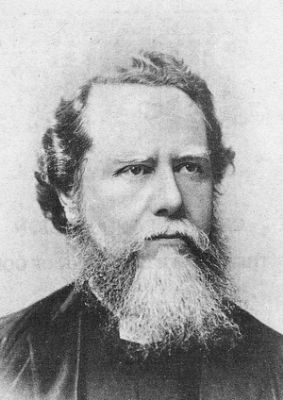
1885年的戴德生

1870年(同治九年)，愛妻瑪莉亞病逝。1871年(同治十年)，他與同船到達中國的女宣教士福珍妮（Jennie Faulding）結婚。
1887年(光緒十三年)，又有102名宣教士加入內地會宣教陣營。19世紀末，內地會已經發展成在中國規模最大的一個傳教差會。戴德生去世前，內地會的宣教士已增至828名，分別來自英國、美國和北歐國家，散布在中國十八個省份，北至蒙古，西北到新疆，西南至雲南。信而受浸者達2500人。

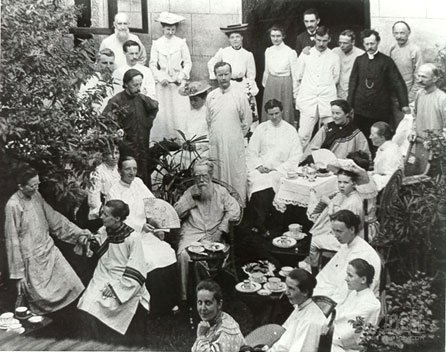
戴德生（中间坐藤椅者）与内地会同工友合影,1905年。

### 去世与墓葬

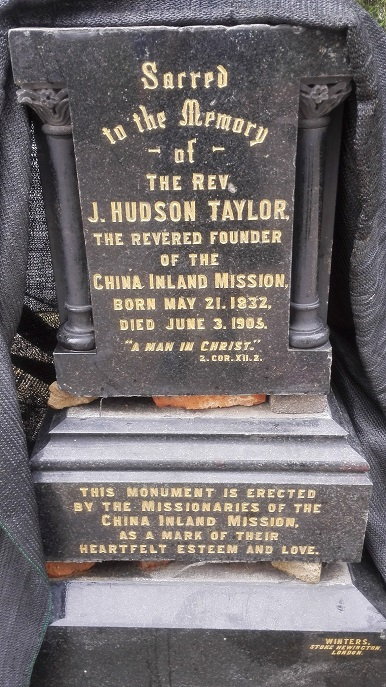
戴德生墓碑

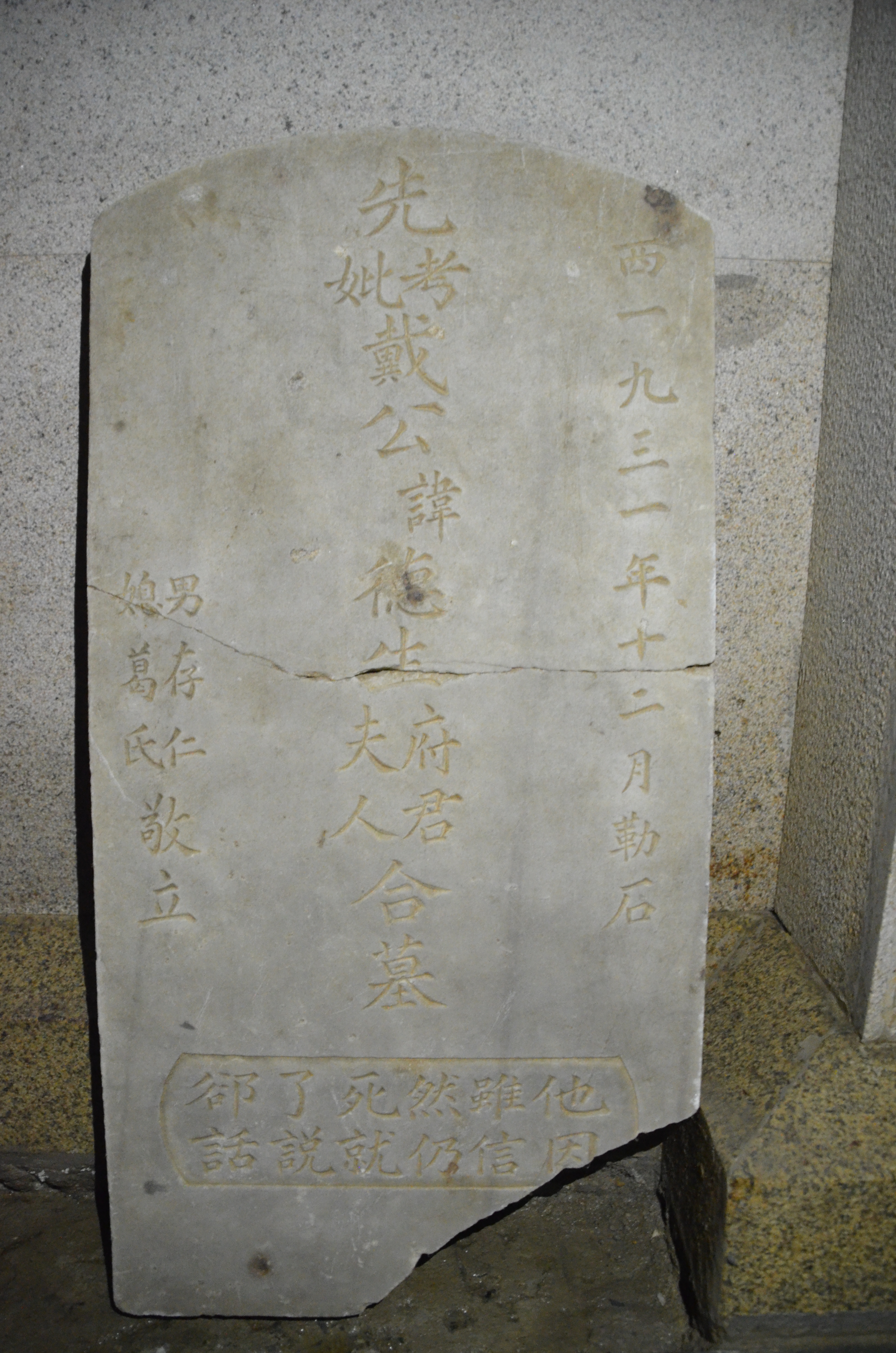
戴德生墓碑

1905年6月3日（光緒三十一年五月一日），戴德生在湖南長沙去世，何斯德（Dixon Host）接續了中國內地會總監。戴德生灵柩棺木运至镇江，埋葬在長江邊的牛皮坡洋人公墓，與原配妻子瑪莉亞和4個孩子合葬。碑文上寫著：A MAN IN CHRIST（他一生常在基督裡）。1931年戴存仁夫妇所立中文碑文下方则写着：“他虽然死了，却因信仍旧说话”。1966年文革破四旧时，公墓已經被毀，荡然无存，原址上建起民宅。戴德生墓碑由博物馆人员保存在由昔日鎮江英國領事館遺址改建的鎮江博物馆的角落里。1983年，戴绍曾去镇江找到戴德生墓碑，移至大西路福音堂存放。2013年，墓地原址进行小区开发，考古队完整发掘出戴德生夫妇墓地。2014年4月15日，迁墓至新建的位于丹徒区九华山路的镇江宣德堂计划兴建中的钟楼地下室。，并将钟楼命名为德生楼。戴德生纪念馆德生楼尚在建造期间，戴德生墓碑也迁至宣德堂（2016年7月），一块在露天外面（在布料之下），另一块在此纪念堂的地下。2018年6月5日，戴德生纪念馆德生楼举行揭幕仪式。

## 影響
戴德生的「信心原則」對後世福音派教會帶來廣泛的影響。著名的例子包括奧運金牌得主傳教士李愛銳（Eric Liddell），佈道家葛培理等。中國內地會亦成為世界上最大的基督教（新教）的差會之一。

## 逸事

### 戴德生名言
戴德生有很多名言鼓勵傳教士和基督徒：
|  | If I had a thousand pounds China should have it—if I had a thousand lives, China should have them. No! Not China, but Christ. Can we do too much for Him? Can we do enough for such a precious Saviour? |

- 「假设我有千磅英金，中国可以全数支取；假使我有千条性命，决不留下一条不给中国。不，不是中国，是基督。我們豈能為祂做太多？我們能為這寶貴救主做再多嗎？」

|  | " God's work done in God's way will never lack God's supply." |

- 「上帝的工作如果照上帝的吩咐去做，絕對不會缺少上帝的供應。上帝必定會供應我們所需要的一切」

### 改穿中國人服裝
21歲的戴德生於1854年3月1日（咸豐四年一月二十二日）在上海登陸，在上海以及寧波、汕頭等地傳教。他很快發現自己所用的傳教方式有限，在街上穿著西裝講道的時候，人家就一直注意看他的服裝。一次，他在布道的時候發現一個人搖頭晃腦的似很專心地在聽。戴德生很興奮，講完後就去找這個人說，「剛剛我看你點頭又搖頭，到底剛剛你的問題在哪裡？我可以再給你講解說明」。那個人回答說，「我是做裁縫的，我看你穿的西裝，看來看去就是想不通。這個西裝前面開叉開這麽大，那冬天的時候不是很冷嗎？還有，你這西裝袖子上多縫的三個扣子到底有什麽用處呢？大概扣子掉的時候免得找不到替換的，但你的扣子會常常掉嗎？我搞不懂這西裝到底為什麽是這樣的呢？而且這西裝這麽硬，穿起來不是很不舒服嗎？」
戴德生經過這個教訓以後，就發現他如果穿著這個洋人的洋服在這裡傳教，人家會把你當外人。所以他那時候就有一個決心要跟中國人一樣，他的日記寫道：「梳辮子對我說是一件大事情，因為這個辮子要留很長，而且還要用豬油把它塗在辮子上面讓它可以光跟亮，否則梳不起來，這豬油粘粘的很不習慣！」。然後穿中國衣服的話他說，「一條褲三個人可以穿得下，很寬很大」所以他老是怕褲子會掉下去。他當時看西方人穿西裝，過西方式的生活在中國傳教遇到很大的困難。

### 信心原則
戴德生不時實踐他的信心，正因如此，他有很多美妙、神奇的經歷。舉例來說，他在寧波時，和其他傳教士每天(除星期日外)給平均約七十位窮人早餐。一個星期六，他們買了第二天的食物後，手上已不名一文，不曉得神如何為預備星期一自己和窮人的需要。但就在那一天，他們收到了一張二百十四元的支票。星期一早上，貧民照常來吃早餐，他們就深知這是神的預備。類似的情況發生了很多次。

### 彰显基督的温柔
在义和团之乱中，戴德生创立的内地会工作的传教士中，有58人殉难，此外还有21个儿童遭害。但戴德生后来拒绝了清政府为财产损失和人员伤亡作出的赔偿，藉此向中国人民彰显「基督的柔和谦卑」。

## 以其命名的事物
由香港基督教青年會創立的港青基信書院的Taylor House，是為紀念戴德生而命名的。

## 親屬

### 子女及後代
兒女：戴存恩（女），戴存仁，戴存義，戴存禮，Jane Dyer Taylor（女），戴存愛（女），戴存智，Noel Taylor，戴存信

孫子：戴永冕

曾孫：戴紹曾

玄孫：戴美琳、戴美溪、戴繼宗（娶臺灣基督徒柯悅敏為妻。）

來孫：戴承約、戴承書、戴承亞

到現在為止戴家有五代在中國宣教工作。可以說「至於我和我家，我們必定事奉耶和華」這一句話在他們這一家族裡面是落實了。其中第四代的戴紹曾（Jim Taylor）牧師曾任海外基督使團總裁、聖光聖經書院院長、中華福音神學院院長，又在 1994 年協助創辦國際專業服務機構（MSI），並承擔為第一任MSI 總裁，於2009年3月20日離世歸主，享年79歲；第五代的孫子戴繼宗牧師現任中華福音神學院院長，於1993年與臺灣基督徒聲樂家柯悅敏小姐結婚，柯小姐成為戴家第一位華人成員。而戴德生成立的內地會，於1964年改稱「海外基督使團 （页面存档备份，存于）」，總部設於新加坡，繼承戴德生的宣教心志，向東南亞的民族傳教。

### 兄弟姊妹
妹妹：戴賀美

妹夫：海班明

### 引用
1. ↑  Gee, N. Gist. . Suzhou: Educational Association of China. 1905. 外部链接存在于|title= (帮助) p. 43
2. ↑  Christian Literature Society for China. . Shanghai: Christian Literature Society for China. 1911. 外部链接存在于|title= (帮助) pp. 281-282
3. ↑  Broomhall, Alfred James. . Hodder and Stoughton and Overseas Missionary Fellowship.  [1982]. page needed
4. ↑  褟嘉路得.  3版. 台北: 中國信徒佈道會. 2007年: 頁158.
5. ↑  戴德生墓址寻访解密》江苏镇江之宝　纪念墓碑永立「宣德堂」，基督教今日报，2016/05/04/ 叶毓亭
6. ↑  戴德生牧师夫妇墓葬迁移入土仪式在镇江宣德堂举行 （页面存档备份，存于），中国基督教网，2014-04-21
7. ↑  镇江宣德堂戴德生纪念馆德生楼揭幕仪式昨日举行 （页面存档备份，存于），福音时报，2018年6月6日
8. ↑  史蒂亚 Roger Steel:《挚爱中华——戴德生传记》
9. ↑  Broomhall, Marshall. . London: Morgan and Scott. 1901  [2006-06-21]. （原始内容存档于2012-11-06）.
10. ↑  . 港青基信書院.   [2020年4月17日]. （原始内容存档于2020年2月20日）.

### 书籍
- 戴德生自傳《獻身中華》第五版，2000年，香港宣道出版社。